# ミンコフスキー距離
ミンコフスキー距離とは、ノルム線型空間における距離計量で、ユークリッド距離およびマンハッタン距離を一般化したものと言える。ドイツの数学者ヘルマン・ミンコフスキーにちなんで名付けられた。

## 定義
ミンコフスキー距離の次数を「{\displaystyle p} (ただし、{\displaystyle p}は整数)」とした時、点{\displaystyle X}と点{\displaystyle Y}（ただし、{\displaystyle X=(x_{1},x_{2},\ldots ,x_{n})}および{\displaystyle Y=(y_{1},y_{2},\ldots ,y_{n})\in \mathbb {R} ^{n}}）の距離は、以下のように定義される。
{\displaystyle D\left(X,Y\right)=\left(\sum _{i=1}^{n}|x_{i}-y_{i}|^{p}\right)^{\frac {1}{p}}}

{\displaystyle p\geq 1}の場合においては、ミンコフスキー距離はミンコフスキーの不等式の結果を満たす距離計量となる。もし{\displaystyle p<1}だった場合、点(0,0)と点(1,1)の間の距離は{\displaystyle 2^{1/p}>2}となるが、双方の点と点(0,1)との間の距離は1となる。これは三角不等式に反するので、{\displaystyle p<1}の時は距離計量にはならない。しかし、このような距離計量は、単に{\displaystyle 1/p}という冪指数を除去するだけで得られる。この距離計量は同時にF-ノルムでもある。
ミンコフスキー距離は通常、{\displaystyle p}が1または2の場合が用いられ、これはそれぞれマンハッタン距離とユークリッド距離に対応する。特殊な場合であるが、{\displaystyle p}が無限に発散する場合はチェビシェフ距離が得られる。
{\displaystyle \lim _{p\to \infty }{\left(\sum _{i=1}^{n}|x_{i}-y_{i}|^{p}\right)^{\frac {1}{p}}}=\max _{i=1}^{n}|x_{i}-y_{i}|.\,}
同様に、{\displaystyle p}が負の無限大に発散する場合は、このような式になる。:
{\displaystyle \lim _{p\to -\infty }{\left(\sum _{i=1}^{n}|x_{i}-y_{i}|^{p}\right)^{\frac {1}{p}}}=\min _{i=1}^{n}|x_{i}-y_{i}|.\,}
ミンコフスキー距離は、点Pと点Qの間の成分ごとの差の累乗平均の倍数と見なすこともできる。
以下の図は、{\displaystyle p}の値を様々に変化させた時の単位円（中心から等しい距離にある全ての点の集合）を示している。

## External links
Simple IEEE 754 implementation in C++
NPM JavaScript Package/Module